# نوتردام دو لوريت (مترو باريس)
نوتردام دو لوريت (بالفرنسية: Notre-Dame-de-Lorette)‏ هي محطة مترو تابعة لمترو باريس تقع في فرنسا في الدائرة التاسعة في باريس.[بحاجة لمصدر]
وهي موجودة على الخط 12.